# Ora de Port Blair
Ora de Port Blair a fost un fus orar aflat cu 6 ore, 19 minute și 51 secunde înaintea UTC.
Ora de Port Blair a fost folosită în India Britanică și în India ca fus orar între 1884 și 1948. Acest timp este timpul solar adevărat al meridianului care trece prin Port Blair (capitala insulelor Andaman și Nicobar) și se folosea pe insulele Andaman și Nicobar. În partea vestică a țării se folosea ora de Bombay, aflată cu 4 ore și 51 minute înaintea UTC, iar în partea estică a Indiei ora de Calcutta, aflată cu 5 ore, 30 minute și 21 secunde înaintea UTC. Pe 1 ianuarie 1906 se introducea GMT+5:30 (acum: UTC+5:30) ca oră standard pentru toată țară și ora de Port Blair ieșea din uz.